# Marrickville Council
Marrickville Council is een Local Government Area (LGA) in de Australische deelstaat New South Wales.